# Finca Pollenzo
La Finca Pollenzo (en italiano, Castello di Pollenzo) es una de las Residencias de la casa real de Saboya declaradas Patrimonio de la Humanidad por la Unesco en el año 1997. Tiene el código 823-021 y se encuentra en Piazza della Chiesa de Pollenzo, frazione de Bra (provincia de Cuneo, en el Piamonte, Italia).

## Historia

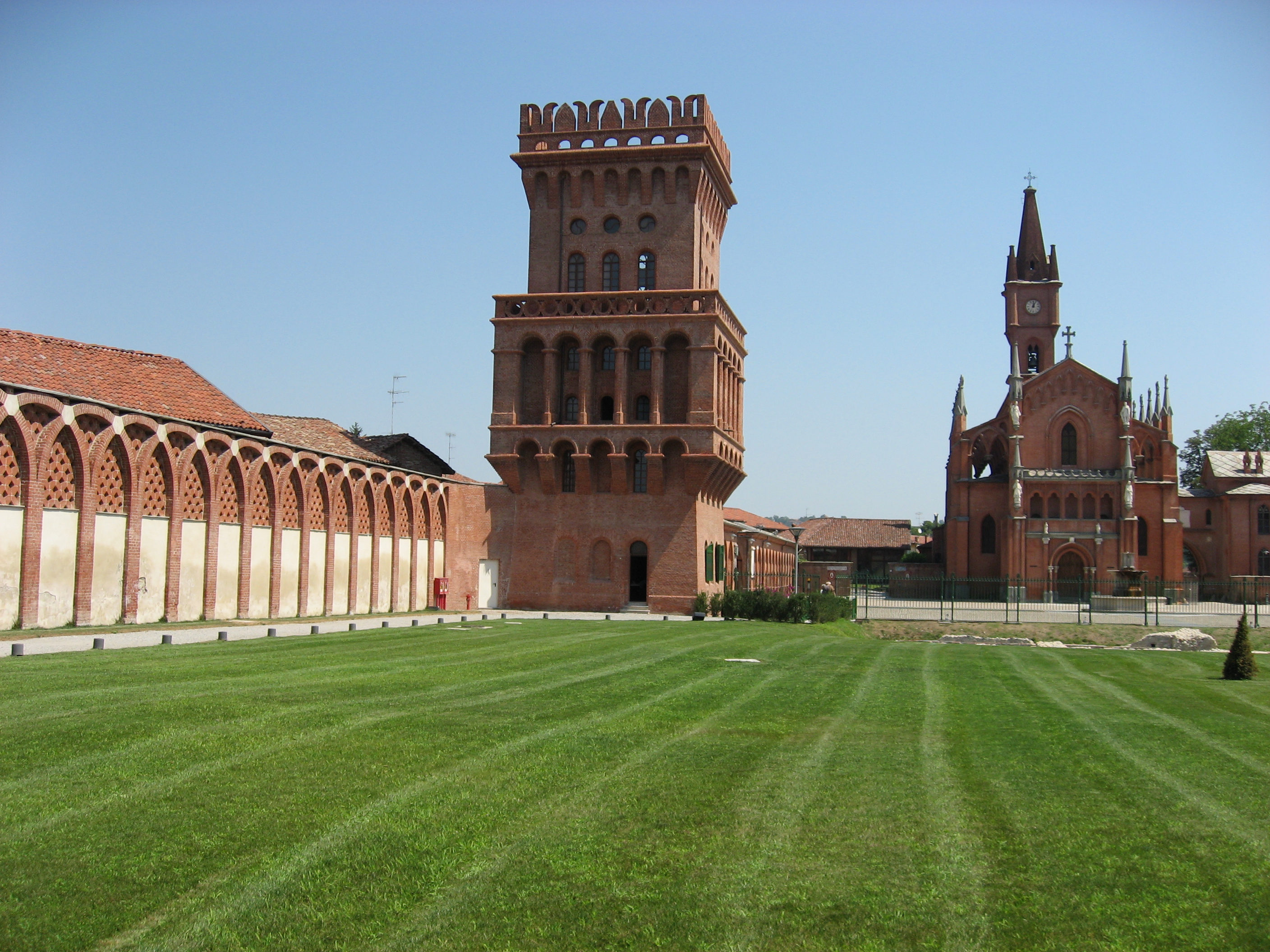
Torre e iglesia de san Vittore.

En la historia bimileraria de Pollenzo (Pollentia para los romanos) se construyeron y destruyeron muchas veces fortificaciones, castillos e iglesias. 
El antiguo lugar de Pollenzo (hoy comprendido en el circuito de los «Castelli Aperti»), después de ásperas contiendas en los siglos XII y XIII entre las principales comunas del Bajo Piamonte, que llevaron a su completa destrucción se convirtió en sede del patricio Antonio Porro que promovió la construcción de un castillo obra del ingeniero Andrea da Modena en 1386; trasncurrieron pocas décadas, la rocca se transformó en prestigiosa residencia feudal de los marqueses de Romagnano. Estos, en la segunda mitad del siglo XVI, remodelaron profundamente el castillo según modelos manieristas, que lo ponen en relación con la arquitectura contemporánea de lugares como Alba y Casale Monferrato.
El rey Carlos Alberto a través de sus artistas pretendieron un renacimiento gótico para entonces lejano de los modelos de Horace Walpole, y las intervenciones de esta época llevaron consigo la completa destrucción de la mayor parte del pueblo de época medieval y protomoderna con la mayor parte de los asentamientos rurales y defensivos del siglo XIV, de la iglesia de San Vittore y de las infraestructuras del lugar, todo ello en nombre de una Edad Media recreada, pero con frecuentes y difusos elementos de contradicción en la forma clasicista más opulenta, idealizada por Pelagio Palagi, arquitecto y artista versátil.
Colaboraron en los edificios el arquitecto Ernest Melano y, para el nuevo parque, el arquitecto Xavier Kurten.  (enlace roto disponible en Internet Archive; véase el historial, la primera versión y la última).
La intervención saboyana en Pollenzo implicó a artistas como Pelagio Palagi (del que se conserva, en el archivo palagiano del Archiginnasio de Bolonia, el «auténtico» proyecto neogótico, no realizado, para las fachadas del castillo), Ernest Melano, Bellosio, Moncalvo y Gaggini, así como todo un taller de otros artistas y artesanos, que colaboraron para crear la nueva imagen del pueblo, con su plaza con fuente, su iglesia, la Cascina Albertina («granja Albertina»), el castillo, y, fundamentalmente, su Agenzia.
Cuando Víctor Manuel II abdicó el 9 de mayo de 1946 asumió el título de conde de Pollenzo.

## Destino actual
Aquí es donde surgió el movimiento Slow Food, liderado por Carlo Petrini. Aquí, en L'Agenzia se encuentra la universidad de Ciencias Gastronómicas, conocida popularmente como la «Universidad del Gusto». Además de esta universidad, se encuentran en el recinto un hotel, un restaurante y el Banco del Vino. 

## Iglesia de san Vittore

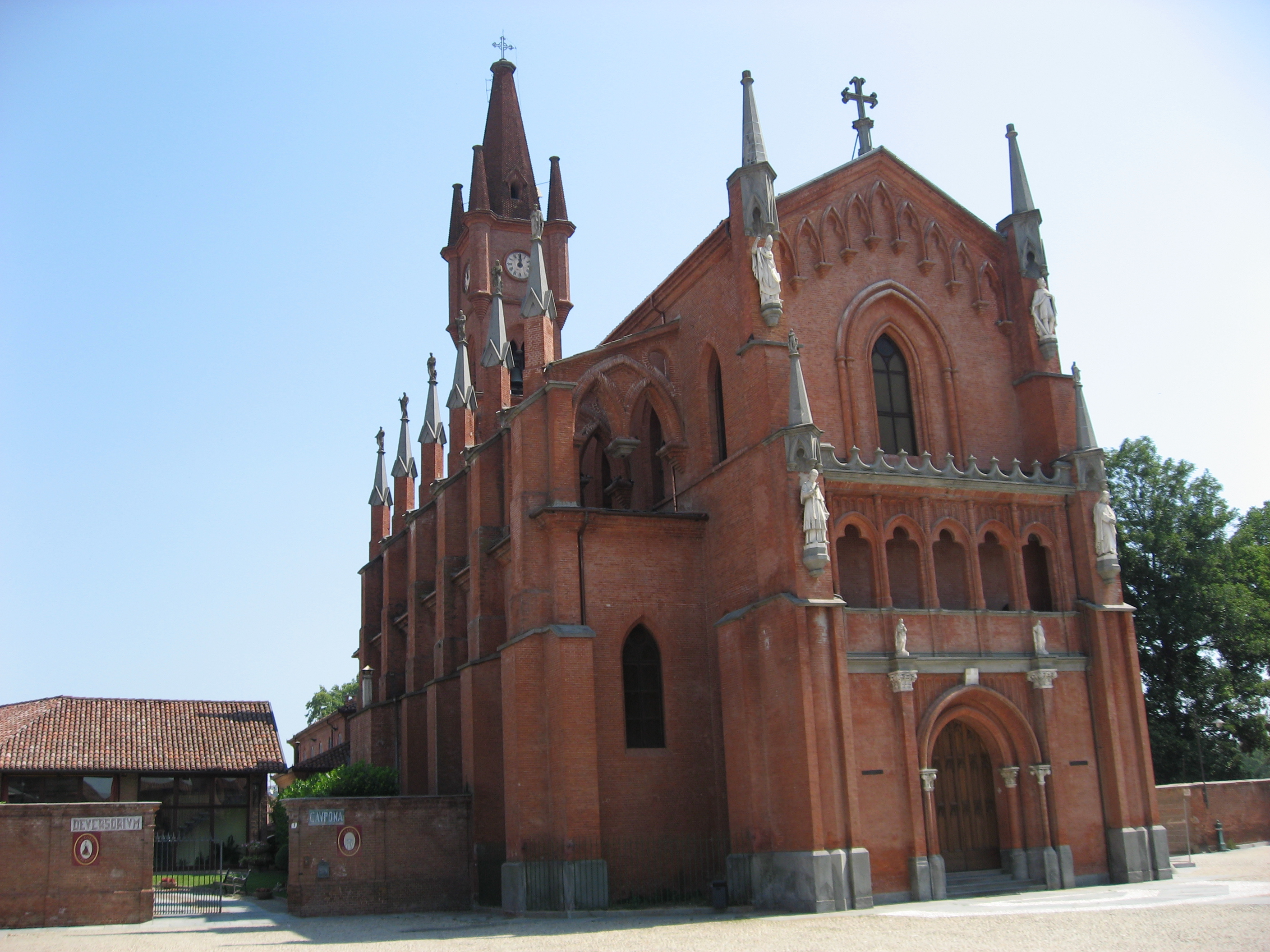
Iglesia de san Vittore.

Ligada al castillo está la iglesia de san Vittore, también ella construida en los años 1840, en forma neogótica, por Ernesto Melano.
En la iglesia Carlo Bellosio pintó, entre otros, el martirio de san Vittore; puede verse además un precioso coro de madera del siglo XVI proveniente de la abadía de Staffarda.